# Tricyclomischus
Tricyclomischus is een geslacht van vliesvleugeligen uit de familie Pteromalidae. De wetenschappelijke naam van dit geslacht is voor het eerst geldig gepubliceerd in 1956 door Graham.

## Soorten
Het geslacht Tricyclomischus omvat de volgende soorten:
- Tricyclomischus algonquinus Heydon, 1992
- Tricyclomischus celticus Graham, 1956